# Afrospathius dispar
Afrospathius dispar (лат.) — вид паразитических наездников из семейства браконид (Braconidae). Обитают в Африке: Камерун, Сенегал, ЮАР.

## Описание
Длина самки 3,0—4,3 мм (самца — 2,3—4,5 мм). Основная окраска тела коричневая (от красновато-бурого до чёрного). Усики самки тонкие, нитевидые, 23-24-члениковые. Вид был впервые описан в 2000 году российским гименоптерологом Сергеем Белокобыльским (ЗИН РАН, Санкт-Петербург) и английским энтомологом Дональдом Куике (Лондон) вместе с видами Antidoryctes pronotalis, Chelonodoryctes inopinatus, Hemispathius polystenoides и Synspilus nitidus.